# Val-de-Meuse
Val-de-Meuse è un comune francese di 2 239 abitanti situato nel dipartimento dell'Alta Marna nella regione del Grande Est.
Il 1º gennaio 2012 dal suo territorio è stato scorporato il comune di Avrecourt.

## Società

### Evoluzione demografica
Abitanti censiti